# Tilman Jeremias
Tilman Jeremias (* 1966 in Mainz) ist ein deutscher evangelisch-lutherischer Geistlicher und Bischof für den Sprengel Mecklenburg und Pommern der Evangelisch-Lutherischen Kirche in Norddeutschland.

## Leben
Tilman Jeremias entstammt einer Theologenfamilie (Joachim Jeremias, Jörg Jeremias) und wuchs in Gröbenzell bei München in der Evangelisch-Lutherischen Kirche in Bayern auf. Nach einem Freiwilligen Sozialen Jahr in einer Tagesstätte für psychisch kranke Kinder studierte er Evangelische Theologie an den Universitäten in München, Tübingen und Leipzig; in Jerusalem verbrachte er ein Theologisches Studienjahr an der Dormitio-Abtei. Sein Vikariat absolvierte er in Thürkow bei Teterow, in der Evangelisch-Lutherischen Landeskirche Mecklenburgs.
Jeremias wurde 1995 in der mecklenburgischen Landeskirche zum Pastor ordiniert. Seine erste Pfarrstelle war in Schwaan bei Rostock. 2001/2002 war er Sprecher der ARD-Sendung „Das Wort zum Sonntag“. 2003 wechselte er als Pastor in die Rostocker Innenstadtgemeinde mit Schwerpunkt an der Marienkirche. 
2016 berief ihn der Kirchenkreis Mecklenburg zum Pastor für Mission und Ökumene im Rostocker Zentrum für Kirchliche Dienste. Daneben hatte er einen Lehrauftrag an der Theologischen Fakultät der Universität Rostock.
Am 1. März 2019 wählte ihn die Synode der Evangelisch-Lutherischen Kirche in Norddeutschland zum Bischof im Sprengel Mecklenburg und Pommern. Er erhielt im ersten Wahlgang die notwendige Mehrheit von 79 von 150 abgegebenen Stimmen. Er folgt Andreas von Maltzahn und Hans-Jürgen Abromeit nach, da im Zuge der Bildung der Nordkirche vereinbart worden war, dass es in Zukunft nur noch einen Bischof im Sprengel Mecklenburg und Pommern geben soll. Sein Dienstsitz ist Greifswald. Im Greifswalder Dom St. Nikolai fand auch die feierliche Einführung in das Amt am 31. Oktober 2019 statt, dem Reformationstag.
Er ist Vater von drei Kindern und in zweiter Ehe verheiratet.

## Werke
- … die thronende Marienkirche – eine Gottesburg: aus der Geschichte von St. Marien Rostock. KSZ-Verlag & Medien, Rostock 2007, ISBN 978-3-930845-75-0.
- Sabbat – Gottesgeschenk für alle. Calwer Verlag, Stuttgart 2018 (= Calwer Hefte) ISBN  978-3-7668-4461-3.